# Seifen (Dippoldiswalde)
Der kleine Weiler Seifen zwischen Paulsdorf und Seifersdorf ist eine Drescherhäusersiedlung des Rittergutes Berreuth. Er ist mit Paulsdorf ein Erholungsort und Teil der Großen Kreisstadt Dippoldiswalde im sächsischen Landkreis Sächsische Schweiz-Osterzgebirge.

## Geschichte
Um 1500 bestanden im Ort zwei Seifenteiche, in denen  Gold und Zinn geseift wurde, der Obere an der Seifenstraße wird heute als Fischteich genutzt, ein Zweiter zugleich größer wurde von den untersten 1791 erbauten  Haus bis an die selbige Straße angestaut und wird 1842 als ausgetrockneter ehemaliger Teich bezeichnet. 1590 war Seifen zum Amt Dippoldiswalde gehörig, 1849 zum Gerichtsamt Dippoldiswalde und 1875 zur Amtshauptmannschaft Dippoldiswalde. 1952 wurde Seifen Teil des Kreises Dippoldiswalde, der 1994 in den Weißeritzkreis überging. Seit der Gründung des Ortes ist er zur Kirche Seifersdorf gepfarrt, durch den Ort verläuft der Paulsdorfer Kirchweg und war nach Berreuth eingemeindet, 1921 erfolgte die Eingemeindung nach Seifersdorf, 1996 nach Malter und 2003 nach Dippoldiswalde. 1571 wird ein Einwohner Merten Göbel genannt, im Jahre 1639 wurde der Ort durch die Schweden niedergebrannt und alle Bewohner bis auf einen überlebten, erst 1650 begann man mit dem Aufbau einiger Häuser. Der Ort bestand im 18. Jh. aus 10 Erbdrescherhäusern, zu denen ein Stück Feld und Wiese gehörte. 1791 wurde ein weiteres  Erbdrescherhaus die NO 11 zudem auch eine Scheune gehört am untersten Ende des Weilers beliehen und 2024 abgerissen.
Im Jahre 1909 wurde Ende Mai beim Wirtschaftsbesitzer Weigelt  bei Ausgrabearbeiten zum Scheunenanbau ein Skelett gefunden, im September 1913 brannte das Haus vom  Fabriktischler Lorenz ab, im selben Jahr wurde die Erzgebirgische Baumschule Kurt Schurig am obersten Ende des Weilers gegründet, welche in früheren Zeiten circa 10 Hektar bewirtschaftete. Die Bewohner des Weilers waren als Arbeiter dem Rittergut Berreuth unterstellt.  Im Jahre 1800 wohnte der Berreuther Schirrmeister Johann Friedrich Kästner,  1790 der Berreuther Schafmeister Johann Eißler, hier. Nach der Ablösung der Frondienste  1848 zum Rittergut, entwickelten sich die Anwesen im Weiler zu kleinen Landwirtschaften, bei der Viehzählung im Jahre 1872 werden 2 Pferde, 27 Kühe, 10 Ochsen, 18 Schweine und 1 Ziegenbock gezählt. Die Kinder des Weilers gingen über den Schulweg, der bis nach Paulshain führt, seit 1842 in die Paulsdorfer Schule, heute nach Seifersdorf und Dippoldiswalde.

### Ortsnamenformen
Im Jahr 1465 war der Ort als „in den Seiffen“ bekannt, 1501 wurde der Ort „Seyffen“ geschrieben. 1564 war Seiffen die gängige Schreibweise, ab 1625 wurde die Schreibweise mit nur einem F üblich.

### Entwicklung der Einwohnerzahl
| Jahr | Einwohnerzahl                |
| ---- | ---------------------------- |
| 1551 | 9 besessene Mann, 2 Inwohner |
| 1675 | 8 Häusler                    |
| 1764 | 6 Häusler                    |
| 1834 | 11 Häusler, 56 Einwohner     |
| 1871 | 48 Einwohner                 |
| 1890 | 58 Einwohner                 |